# Alain Finkielkraut
Alain Finkielkraut (Parigi, 30 giugno 1949) è un filosofo, giornalista e opinionista politico francese.

## Biografia
Nato a Parigi da una famiglia di ebrei polacchi scampati alla Shoah (i suoi genitori erano sopravvissuti alla deportazione ad Auschwitz), fu allievo della École normale supérieure, nella quale studiò letteratura moderna e si laureò in filosofia.
Dal 1989 al 2014 è stato docente di Cultura generale e storia delle idee presso il dipartimento di Scienze Umanistiche e Sociali dell'École polytechnique, una Grande école d'ingegneria.
Cura la rubrica L'esprit de l'escalier sul mensile di attualità Causeur e conduce la trasmissione domenicale Répliques sull'emittente radiofonica France Culture. 
Il 10 aprile 2014 è stato nominato membro dell'Académie française.

## Pensiero
Hannah Arendt, Heidegger, Freud, Emmanuel Lévinas e Vladimir Jankélévitch hanno incontestabilmente ispirato il suo pensiero.
Esponente di spicco di una certa Intelligencija parigina, è spesso invitato su tutte le emittenti televisive e radiofoniche per contribuire a riflessioni sulla contemporaneità, la laicità, il valore della repubblica, la scuola, la cultura, gli ebrei e gli ultimi conflitti sul pianeta.
Finkielkraut è conosciuto in Italia soprattutto per le sue prese di distanza dal relativismo e dal pensiero debole. Opere di Finkielkraut tradotte in italiano sono: L'ebreo immaginario, L'umanità perduta. Saggio sul XX secolo, Nel nome dell'Altro. Riflessioni sull'antisemitismo che viene e Noi, i moderni. Quest'ultima è una sferzante critica nei confronti di ciò che viene indicato come l'attuale pensiero dominante e della presunzione di cui questo è permeato.

## Opere
- 1977 Le nouveau désordre amoureux, scritto con Pascal Bruckner che l'ha fatto conoscere, è una critica alla cosiddetta rivoluzione sessuale degli anni settanta (prima edizione italiana, Il nuovo disordine amoroso, Garzanti 1979, collana "Saggi blu")
- 1984 La sagesse de l'amour, ispirato da Emmanuel Lévinas
- 1981 Le juif immaginaire, Seuil (trad. italiana L'ebreo immaginario, Marietti, Genova 1990) riflessione sull'identità ebraica dopo la seconda guerra mondiale
- 1987 La défaite de la pensée, Gallimard, Paris (trad. italiana La sconfitta del pensiero, Lucarini, Roma 1989, Nuove Idee, Roma 2007) riflessione sulla nuova barbarie moderna[non chiaro], lo stato e i mass media, la cultura e l'evoluzione della scuola.
- 1992 Le Mécontemporain, Charles Péguy, lecteur du monde moderne, (trad. italiana: L'Incontemporaneo, Lindau, Torino, 2012) è una vera riabilitazione di Charles Péguy, scrittore e poeta di destra, dell'inizio del ventesimo secolo, ormai alquanto dimenticato.
- 1992 Comment peut-on être croate? (trad. italiana Il crimine di essere nato, Hefti, Milano 1996)
- 1992 La mémoire vaine: du crime contre l'humanité
- 1996 L'humanité perdue (trad. italiana L'umanità perduta, Liberal, Roma 1997, Lindau, Torino 2009)
- 1999 L'ingratitude, conversation sur notre temps, (trad. italiana L'ingratitudine, Excelsior 1881, Milano 2007)  sulla perdita del rapporto con la tradizione, l'eredità culturale e la necessità di cambiamento perpetuo senza radice[non chiaro].
- 2000 Une voix vient de l'autre rive, Gallimard (trad. italiana Una voce dall'altra riva, Ipermedium libri, Napoli 2005) sul dovere della memoria riguardo ad Auschwitz e alla Shoah.
- 2000 Des hommes et des bêtes
- 2001 Internet, l'inquiétante extase
- 2002 L'imparfait du présent, sulla scuola pubblica statale francese. La violenza nasce per molti dalla difficoltà di padroneggiare la propria lingua materna per farsi ascoltare.
- 2003 Enseigner les lettres aujourd'hui
- 2003 Les battements du monde
- 2003 Au nom de l'Autre : réflexions sur l'antisémitisme qui vient, Gallimard, Paris 2003 (trad. italiana Nel nome dell'altro, riflessione sull'antisemitismo che viene, Ipermedium libri, Napoli c2003)
- 2005 Nous autres, modernes (trad. italiana Noi, i moderni, Lindau, Torino, 2006)
- 2006 Ce que peut la littérature
- 2007 Qu'est-ce que la France? (trad. italiana Che cos'è la Francia?, Spirali, Milano 2007)
- 2009 Un coeur intelligent (trad. italiana Un cuore intelligente, Adelphi, Milano 2011)
- 2013 L'Identité malheureuse, Stock (trad. italiana L'identità infelice, Guanda, Parma 2015)
- 2018 Des animaux et des hommes
- 2019 À la première personne, Gallimard, Paris (trad. italiana In prima persona, Marsilio, Venezia 2020)